# Preben Isaksson
Preben Isaksson (Copenhaguen, 22 de gener de 1943 - Greve, 27 de desembre de 2008) va ser un ciclista danès, que va córrer durant els anys 60 del segle xx. Es dedicà al ciclisme en pista.
El 1964 va prendre part en els Jocs Olímpics de Tòquio, en què guanyà una medalla de bronze en la prova de persecució individual, per darrere Jirí Daler i Giorgio Ursi.
En el seu palmarès també destaquen vuit campionats nacionals, així com tres medalles al Campionat del Món en pista, de plata el 1962 en persecució per equips i de bronze el 1963 i 1965 en persecució per equips i persecució individual respectivament.

## Palmarès
- 1961
  -  Campió de Dinamarca de persecució amateur
- 1962
  -  Campió de Dinamarca de persecució amateur
  -  Campió de Dinamarca de persecució per equips amateur, amb Bent Hansen, Kurt vid Stein i Ib Reenberg
- 1963
  -  Campió de Dinamarca de persecució per equips amateur, amb Bent Hansen, Kurt vid Stein i Mogens Frey
- 1964
  -  Campió de Dinamarca de persecució per equips amateur, amb Bent Hansen, Kurt vid Stein i Mogens Frey
  -  Medalla de bronze als Jocs Olímpics de Tòquio en persecució individual
- 1965
  -  Campió de Dinamarca de persecució amateur
- 1966
  -  Campió de Dinamarca de persecució per equips amateur, amb Jan Ingstrup, Reno B. Olsen i Erling Laursen
- 1967
  -  Campió de Dinamarca de persecució per equips amateur, amb Jan Ingstrup, Reno B. Olsen i Erling Laursen